# 1987 カンピオナート・ブラジレイロ・イエローモジュール
1987 カンピオナート・ブラジレイロ・イエローモジュールは、ブラジルサッカー連盟 (CBF) 主催による「カンピオナート・ブラジレイロ（ブラジル全国サッカー選手権　以下ブラジルリーグ）」の1987年度シーズンの1部リーグ相当のリーグ戦である。

## 概要
CBFはブラジルリーグのチーム数拡大路線を進め、この年の1部リーグは28チーム参加で予定されていたが、主力13クラブがこの拡大路線に反対し、意見が対立したため、1987年度のリーグ戦は主力13クラブが中心となったコパ・ウニオンと、それ以外のクラブによるCBF主催の当リーグ戦の2本立てという異例の事態となった。このイエローモジュールは通常のブラジルリーグにおいての1部リーグ相当のカテゴリーであり、16クラブ（うち1チームは出場辞退となり、結果15チーム）が参加して行われた。
この翌年、1988年からCBFと主力13クラブがチーム数を削減させることで合意し、1部リーグは元の1リーグに戻された。

## 試合方式
リーグ戦は16チームを2組（A組8チーム、B組8チーム）に分けて、まず第1ステージは別の組との交流戦1回総当たり（A組8試合、B組8試合）を行いそれぞれの組の第1位のチームが準決勝に進出。続いて同じ組のチーム同士による第2ステージ1回総当たり（A組7試合、B組6試合）を実施し、やはりそれぞれの組の1位チーム（第1ステージ1位チームが第2ステージも1位である場合は2位チーム）が準決勝に進出する。
準決勝と決勝はホーム・アンド・アウェーの2試合合計得点によるトーナメント方式で優勝を争った。

## 第1ステージ

### グループA
| 順位 | クラブ            | 試合 | 勝 | 分 | 敗 | 得 | 失 | 勝点 | 備考       |
| ---- | ----------------- | ---- | -- | -- | -- | -- | -- | ---- | ---------- |
| 1    | アトレチコ-PR     | 8    | 4  | 3  | 1  | 9  | 5  | 11   | 準決勝進出 |
| 2    | グアラニ          | 8    | 5  | 1  | 2  | 10 | 6  | 11   |            |
| 3    | クリシューマ      | 8    | 5  | 0  | 3  | 10 | 9  | 10   |            |
| 4    | ポルトゥゲーザ    | 8    | 4  | 2  | 2  | 11 | 6  | 10   |            |
| 5    | アトレチコ-GO     | 8    | 4  | 4  | 2  | 8  | 6  | 10   |            |
| 6    | インテル-SP       | 8    | 4  | 1  | 3  | 6  | 7  | 9    |            |
| 7    | リオ・ブランコ-ES | 8    | 3  | 2  | 3  | 5  | 5  | 8    |            |
| 8    | ジョインヴィレ    | 8    | 2  | 2  | 4  | 7  | 10 | 6    |            |

### グループB
| 順位 | クラブ       | 試合 | 勝 | 分 | 敗 | 得 | 失 | 勝点 | 備考       |
| ---- | ------------ | ---- | -- | -- | -- | -- | -- | ---- | ---------- |
| 1    | スポルチ     | 8    | 5  | 3  | 0  | 13 | 2  | 13   | 準決勝進出 |
| 2    | ヴィトーリア | 8    | 3  | 3  | 2  | 8  | 6  | 9    |            |
| 3    | バングー     | 8    | 3  | 2  | 3  | 5  | 5  | 8    |            |
| 4    | ナウチコ     | 8    | 3  | 0  | 5  | 8  | 13 | 6    |            |
| 5    | トレーゼ     | 8    | 2  | 2  | 4  | 8  | 10 | 6    |            |
| 6    | セアラー     | 8    | 2  | 2  | 4  | 5  | 7  | 6    |            |
| 7    | CSA          | 8    | 2  | 1  | 5  | 7  | 15 | 5    |            |
| 8    | アメリカ-RJ  | 8    | 0  | 0  | 8  | 0  | 8  | 0    | 出場辞退   |

## 第2ステージ

### グループA
| 順位 | クラブ            | 試合 | 勝 | 分 | 敗 | 得 | 失 | 勝点 | 備考       |
| ---- | ----------------- | ---- | -- | -- | -- | -- | -- | ---- | ---------- |
| 1    | グアラニ          | 7    | 4  | 2  | 1  | 9  | 3  | 10   | 準決勝進出 |
| 2    | クリシューマ      | 7    | 3  | 3  | 1  | 8  | 3  | 9    |            |
| 3    | アトレチコ-PR     | 7    | 2  | 4  | 1  | 8  | 5  | 8    |            |
| 4    | ポルトゥゲーザ    | 7    | 3  | 1  | 3  | 3  | 4  | 7    |            |
| 5    | インテル-SP       | 7    | 1  | 5  | 1  | 2  | 2  | 7    |            |
| 6    | リオ・ブランコ-ES | 7    | 2  | 2  | 3  | 4  | 7  | 6    |            |
| 7    | ジョインヴィレ    | 7    | 1  | 3  | 3  | 2  | 6  | 5    |            |
| 8    | アトレチコ-GO     | 7    | 1  | 2  | 4  | 1  | 7  | 4    |            |

### グループB
| 順位 | クラブ       | 試合 | 勝 | 分 | 敗 | 得 | 失 | 勝点 | 備考          |
| ---- | ------------ | ---- | -- | -- | -- | -- | -- | ---- | ------------- |
| 1    | スポルチ     | 6    | 4  | 1  | 1  | 6  | 4  | 9    | 両ステージ1位 |
| 2    | バングー     | 6    | 3  | 2  | 1  | 8  | 3  | 8    | 準決勝進出    |
| 3    | ヴィトーリア | 6    | 2  | 4  | 0  | 7  | 4  | 8    |               |
| 4    | トレーゼ     | 6    | 2  | 2  | 2  | 7  | 6  | 6    |               |
| 5    | ナウチコ     | 6    | 1  | 2  | 3  | 5  | 9  | 4    |               |
| 6    | セアラー     | 6    | 2  | 0  | 4  | 4  | 7  | 4    |               |
| 7    | CSA          | 6    | 0  | 3  | 3  | 2  | 6  | 3    |               |

## 決勝トーナメント

### 準決勝
| チーム1       | 合計 | チーム2  | 第1戦 | 第2戦     |
| ------------- | ---- | -------- | ----- | --------- |
| アトレチコ-PR | 0-1  | グアラニ | 0-0   | 0-1 (aet) |
| バングー      | 4-5  | スポルチ | 3-2   | 1-3       |

### 決勝
| チーム1  | 合計 | チーム2  | 第1戦 | 第2戦 |
| -------- | ---- | -------- | ----- | ----- |
| グアラニ | 2-3  | スポルチ | 2-0   | 0-3   |

## 総合順位
上位4チームは決勝トーナメントの成績に基づいて、5位以下は第1・2ステージの総当たり（1チーム14試合）の成績を基として順位を作成した。
1. スポルチ
2. グアラニ
3. バングー
4. アトレチコ-PR
5. クリシューマ
6. ヴィトーリア
7. ポルトゥゲーザ
8. インテル-SP
9. トレーゼ
10. リオ・ブランコ-ES
11. アトレチコ-GO
12. セアラー
13. ナウチコ
14. ジョインヴィレ
15. CSA
16. アメリカ-RJ (出場辞退)

## 南米クラブ選手権出場決定戦
1987年度は主力13クラブとCBFがそれぞれ1部リーグを主催し、2リーグ分裂状態となり、主力13クラブ主催優勝のCRフラメンゴと、CBF主催優勝のスポルチは、統一王座決定戦を開催しなかったので、ともにブラジルリーグ（第17回）の通算優勝回数にカウントされているが、コパ・リベルタドーレス1988（南米クラブ選手権大会）の出場クラブを選定するためのプレーオフが1988年1月に開催されることになっていた。
しかし、主力13クラブ主催側で上位2位までに入ったフラメンゴとインテルナシオナルが出場辞退したため、結果的に当リーグ戦の決勝の再戦となった「スポルチ対グアラニ」の試合のみが行われる結果となった。ただ、当時のコパ・リベルタドーレスには1か国につき2クラブが進出することになっていたので、必然的にこの2チームが同大会の出場権を獲得したため、実質はブラジル代表の選考順位決定戦であった。

### 準決勝
| チーム1  | 合計   | チーム2            | 第1戦  | 第2戦  |
| -------- | ------ | ------------------ | ------ | ------ |
| グアラニ | 2-0[1] | フラメンゴ         | 1-0[1] | 1-0[1] |
| スポルチ | 2-0[2] | インテルナシオナル | 1-0[2] | 1-0[2] |

[1]フラメンゴの出場辞退による不戦勝扱いでグアラニが決勝進出
[2]インテルナシオナルの出場辞退による不戦勝扱いでスポルチが決勝進出

### 決勝
| チーム1  | 合計 | チーム2  | 第1戦 | 第2戦 |
| -------- | ---- | -------- | ----- | ----- |
| グアラニ | 1-2  | スポルチ | 1-1   | 0-1   |

この結果によりスポルチとグアラニがブラジル代表としてコパ・リベルタドーレス1988への出場権を獲得した。